# جيليشيم
جامعة اسطنبول جيليشيم ((بالتركية: İstanbul Gelişim Üniversitesi)‏) هي جامعة خاصة غير ربحية تقع في اسطنبول، تركيا. قامت مؤسسة جيليشيم للتعليم والثقافة والصحة والخدمات الاجتماعية باتخاذ خطوات في اتجاه إنشاء مدرسة مهنية تحت اسم "مدرسة اسطنبول جيليشيم المهنية وذلك في العام الفان وثمانية ميلادي [١] 

## الكليات
- كلية الاقتصاد والعلوم الإدارية والاجتماعية
- كلية الفنون الجميلة
- كلية الهندسة والعمارة
- كلية طب الأسنان[2]

## معاهد الدراسات العليا
- معهد العلوم والتكنولوجيا
- معهد العلوم الاجتماعية
- معهد العلوم الصحية

## المدارس
- مدرسة العلوم الصحية
- مدرسة العلوم التطبيقية
- مدرسة التربية البدنية والرياضة
- مدرسة اللغات الأجنبية

## المدارس المهنية
- مدرسة اسطنبول جيليشيم المهنية
- المدرسة المهنية للخدمات الصحية